# Liste der Monuments historiques in Héricy
Die Liste der Monuments historiques in Héricy führt die Monuments historiques in der französischen Gemeinde Héricy auf.

## Liste der Bauwerke
| Bezeichnung                     | Beschreibung                  | Standort | Kennzeichnung | Schutzstatus | Datum | Bild           |
| ------------------------------- | ----------------------------- | -------- | ------------- | ------------ | ----- | -------------- |
| Kapelle des ehemaligen Priorats |                               | (Lage)   | PA00087029    | Inscrit      | 1926  |                |
| Kirche Ste-Geneviève            | Erbaut ab dem 12. Jahrhundert | (Lage)   | PA00087030    | Classé       | 1908  | weitere Bilder |

## Liste der Objekte
Zum Verständnis siehe: Kirchenausstattung
- Monuments historiques (Objekte) in Héricy in der Base Palissy des französischen Kultusministeriums